# خراردو ئره‌رو
خِراردو ئره‌رو (اسپانیایی: Gerardo Herrero‎؛ زادهٔ ۲۸ ژانویهٔ ۱۹۵۳) کارگردان فیلم و فیلم‌نامه‌نویس اهل اسپانیا است. او از سال ۱۹۹۳ تا ۱۹۹۴ ریاست آکادمی هنرهای سینمایی و علوم اسپانیا را بر عهده داشت.
از فیلم‌ها یا مجموعه‌های تلویزیونی که وی در آن‌ها نقش داشته‌است، می‌توان به راز چشمان آن‌ها، یک داستان چینی و روش اشاره نمود.